# De regenboogprinses
De regenboogprinses is het honderdtwaalfde stripverhaal uit de reeks van Suske en Wiske. Het is het vijfde verhaal dat eerst was verschenen als poppenfilm. De afleveringen van de poppenfilm werden op de Nederlandse televisie uitgezonden van 10 juli 1976 tot en met 18 september 1976, waarna Paul Geerts en Eduard De Rop het bewerkten tot een stripverhaal. De eerste albumuitgave in de Vierkleurenreeks was in september 1981, met nummer 184.

## Locaties
- Caribisch gebied, Regenboogeiland, eiland met grote schelp, eiland met kleurbloemen, piratenschip “de Blauwe Haai” en ander galjoen

## Personages
- Suske, Wiske, tante Sidonia, Lambik, Jerom, professor Barabas, Krimson en twee handlangers, Regenboogprinses en haar hofdames Zonnestraal en Regendruppel

## Uitvindingen
- De teletijdmachine, zender

## Het verhaal
Wiske is jarig en Lambik koopt voor haar latexpopjes van de figuren uit Suske en Wiske, Suske geeft stripalbums van de Rode Ridder en Titske. Lambik heeft bij de antiquair een gravure van een piratenschip uit 1550 gekocht voor zichzelf en als professor Barabas belt hoort Wiske dat ze een wens mag doen. Ze vraagt of ze aan boord van het piratenschip van de gravure van Lambik mag zijn en de professor belooft hen met de teletijdmachine naar het “Verlaten Schip van Zwartbaard” in het verleden te sturen. Als Suske en Wiske aankomen bij het laboratorium vertelt de professor over de legende van Zwartbaard, het schip “de Blauwe Haai” dobberde onbemand in een kreek van een Caribisch eiland en de professor flitst de kinderen naar het schip. De kinderen kijken rond op het schip en nemen het dagboek van Zwartbaard mee als ze weer worden teruggeflitst naar het laboratorium. De vrienden lezen dat Zwartbaard, piraat en tovenaar, in de zestiende eeuw afgewezen werd door de Regenboogprinses, hij nam haar gevangen op de plek waar de regenboog de horizon raakt. Niemand zal de prinses kunnen vinden omdat de regenboog niet meer zal verschijnen. Krimson is uit de gevangenis ontsnapt en komt met twee handlangers bij het huis van professor Barabas en de mannen zien hoe Lambik bij de professor aankomt. Lambik hoort van zijn vrienden dat de Regenboogprinses op het regenboogeiland met een machine regenbogen maakte als het stormde, de zee werd weer kalm en dankbare koopvaarders wierpen geld en edelstenen aan wal. De vrienden besluiten naar het verleden te gaan om de Regenboogprinses te helpen, Jerom gaat niet mee omdat hij bij de televisie werkt. Suske, Wiske en Lambik komen aan op het Regenboogeiland en Krimson flitst zichzelf met zijn handlangers ook naar het verleden nadat hij de automatische terugflitser heeft ingesteld. De boeven komen ook aan op het eiland en ze gaan naar het verlaten piratenschip. Suske, Wiske en Lambik vinden de regenboogmachine en ontdekken dat het een oven is, ‘s nachts horen Suske en Wiske gezang en de vrienden gaan op onderzoek.
De vrienden ontmoeten Zonnestraal en Regendruppel, de hofdames van de Regenboogprinses, en horen dat de machine met kleurbloemen van een ander eiland moet worden gevuld. De vrienden gaan met een galjoen naar het andere eiland en plukken bloemen, maar de kinderen worden door de handlangers van Krimson gevangengenomen. Lambik kan Suske en Wiske bevrijden en de vrienden gebruiken een zender om contact te maken met professor Barabas, de professor wil Jerom naar het verleden flitsen maar de teletijdmachine gaat stuk omdat tante Sidonia drinken morst op de machine. Professor Barabas kan de teletijdmachine repareren en Jerom komt aan op het galjoen, hij blaast in de zeilen van het schip zodat ze aan Krimson en zijn handlangers kunnen ontsnappen. Jerom wordt weer weggeflitst en de vrienden vullen de regenboogmachine met de bloemen, Suske en Wiske halen hout en de machine wordt opgestookt. Er verschijnt een stukje regenboog, maar dan zijn de bloemen op en Wiske gaat naar het galjoen om meer bloemen te halen. Wiske wordt gevangengenomen door Krimson en zijn handlangers en Suske en Lambik worden even later ook bij Wiske opgesloten in het ruim van “de Blauwe Haai”. Krimson en zijn mannen vullen de machine en Wiske ziet vanuit het raam waar de regenboog neerkomt. De vrienden worden door de hofdames van de Regenboogprinses losgemaakt en ze kunnen Krimson en zijn handlangers opsluiten in het ruim, ze gaan naar hun eigen schip en varen naar het eiland. Op het eiland is een enorme schelp en de vrienden maken muziek op een klavier van kleine schelpen, het lied wat door de hofdames gezongen werd, waardoor de grote schelp opengaat. De Regenboogprinses verschijnt, ze vertelt de vrienden waar de schat verborgen is maar Krimson en zijn handlangers hebben de schat al eerder gevonden. Suske en Wiske kunnen de handlangers van Krimson verslaan en Krimson wordt plotseling weggeflitst als hij Lambik wil aanvallen. De handlangers van Krimson komen weer bij, maar ook zij worden weggeflitst voordat ze Suske en Wiske opnieuw kunnen aanvallen, de automatische terugflitser heeft gewerkt. Professor Barabas en tante Sidonia vangen de boeven in een supergrote wasmachine en ze waarschuwen de politie. Lambik laat het piratenschip ontploffen en de vrienden varen naar het Regenboogeiland. Suske en Wiske worden naar hun eigen tijd geflitst, maar Lambik blijft nog even achter. Lambik vraagt of de Regenboogprinses hem een zoen wil geven, maar hij wordt weggeflitst voordat dit gebeurt.

## Achtergronden bij het verhaal
- Wiske krijgt voor haar verjaardag stripalbums van De Rode Ridder en Titske cadeau, dit zijn (net als Suske en Wiske) ook creaties van Willy Vandersteen.
- Het verhaal is aangepast voor de stripversie, eerder was De regenboogprinses een aflevering uit de poppenserie van Suske en Wiske. In de poppenversie heeft Krimson een handlanger genaamd Kalobes. De andere verhalen uit de poppenserie zijn:
  - De zingende kaars
  - De gouden locomotief
  - De windbrekers
  - De minilotten van Kokonera
  - Het laatste dwaallicht